# بهرام ری‌پور
بهرام ری‌پور (زادهٔ مرداد ۱۳۱۵، تهران - درگذشت ۷ دی ۱۳۷۵، تهران) کارگردان و فیلمنامه‌نویس ایرانی بود.
وی که فارغ‌التحصیل رشتهٔ ادبیات از دانشگاه تهران بود، در سال ۱۳۴۴ با کارگردانی فیلم‌های مستند، فعالیت خویش را آغاز کرد. او سردبیر مجلهٔ «فیلم و هنر»، مدیر مسئول مجلهٔ «سینما» و عضو شورای برگزاری جشنوارهٔ فیلم فجر بود. بهرام ری‌پور دی ماه ۱۳۷۵ به علت بیماری سرطان درگذشت و در بهشت زهرا قطعهٔ هنرمندان به خاک سپرده شد.

## آثار

### کارگردان
- پرندگان مهاجر (فیلم کوتاه، مستند) (۱۳۴۴)
- سه جوانمرد (۱۳۴۶)
- جمعه شیرین (۱۳۴۹)
- جن (فیلم کوتاه) (۱۳۴۹)
- ویزا (۱۳۶۶)
- پرتگاه (۱۳۷۲)
- فاتح (۱۳۷۴)

### نویسنده
- سه جوانمرد (۱۳۴۶)
- جمعه شیرین (۱۳۴۹)
- مردی در طوفان (۱۳۵۱)
- مرد اجاره‌ای (۱۳۵۱)
- عیالوار (۱۳۵۲)
- ویزا (۱۳۶۶)
- فاتح (۱۳۷۴)

### ترجمه
- خال گلی اثر تنسی ویلیامز
- دستور زبان سینما اثر ژوزه روژه
- جذابیت پنهان بورژوازی اثر ژان کلود کاریر و لویس بونوئل
- شبح آزادی اثر لویس بونوئل
- راهنمای فیلم‌سازی اثر سامنر گلیمچر و وارن جانسون
- شرق بهشت اثر پل آزیرن

### طرح اولیه
- ترن (۱۳۶۶)
- سالاوان (۱۳۶۸)
- دو نفر و نصفی (۱۳۷۰)

### تهیه‌کننده
- ویزا (۱۳۶۶)

### تدوین
- ویزا (۱۳۶۶)